# Киприян Преспански и Охридски
Киприян (на гръцки: Κυπριανός Πρεσπών – Αχριδών, Киприянос) е гръцки духовник.

## Биография
Служи като патриаршески викарий. През май 1793 година е избран и ръкоположен за митрополит на Преспа и Лихнида. Киприян е в конфликт с българското население в епархията си. На 1 септември 1801 година подава оставка, както сами пише, „поради моите чести болести и много други физически неразположения, от които съм тормозен и понякога потиснат, неспособен да нося бремето на защитата на толкова много души“.